# اولیماتا سر
اولیماتا سر (انگلیسی: Ouleymata Sarr؛ زادهٔ ۸ اکتبر ۱۹۹۵) بازیکن فوتبال اهل فرانسه است.
از باشگاه‌هایی که در آن بازی کرده‌است می‌توان به باشگاه فوتبال زنان پاری سن ژرمن اشاره کرد.
وی همچنین در تیم‌های ملی فوتبال France women's national under-19 football team, France women's national under-20 football team، و زنان فرانسه بازی کرده‌است.